# Skoruszowa Szczerbina
Skoruszowa Szczerbina (słow. Skorušina štrbina) – szeroka przełączka w głównej grani Młynarza w słowackich Tatrach Wysokich. Znajduje się między południowym i środkowym wierzchołkiem Skoruszowej Turni. Obydwa maja niemal identyczną wysokość (1854 m). Przełączka ma kształt litery U. Na zachód z przełączki opada skalista ścianka do Doliny Żabich Stawów Białczańskich. Na wschód z wierzchołków Skoruszowej Turni opada prawie pionowa ściana o wysokości około 150 m. Poniżej Skoruszowej Szczerbiny wcina się w nią wąski komin. Kominem tym prowadzi droga wspinaczkowa W samo południe (IV+ w skali tatrzańskiej). Pierwsze jej przejście: Andrzej Lejczak i Maciej Pawlikowski 7 sierpnia 1992 roku.
Autorem nazwy przełączki jest Władysław Cywiński.